# Louis Calhern
Carl Henry Vogt (født 19. februar 1895, død 12. maj 1956), kendt professionelt som Louis Calhern, var en amerikansk teater- og filmskuespiller.
Louis Calhern medvirkede i over 70 film, oftere i de større biroller. I 1951 blev han nomineret til en Oscar for bedste mandlige hovedrolle for filmen The Magnificent Yankee. I 1953 spillede han titelrollen som Julius Caesar.
I 1956 var Calhern i Japan for at spille i filmen Det lille tehus, da han led et hjerteanfald og døde.